# هاید پارک (حوزه سرشماری)، نیویورک
هاید پارک (به انگلیسی: Hyde Park) یک منطقهٔ مسکونی در ایالات متحده آمریکا است که در نیویورک واقع شده‌است. هاید پارک ۳٫۱ کیلومتر مربع مساحت و ۱٬۹۰۸ نفر جمعیت دارد و ۵۷٫۰ متر بالاتر از سطح دریا واقع شده‌است.